# Lagidium viscacia
Lagidium viscacia é uma espécie de roedor da família Chinchillidae.
Pode ser encontrada na Argentina, Bolívia, Chile e Peru.